# 佩列莫里夫卡
50°14′37″N 26°11′41″E / 50.24361°N 26.19472°E
佩列莫里夫卡（烏克蘭語：Переморівка），是烏克蘭的村落，位於該國西部捷爾諾波爾州，由克列梅涅茨區負責管轄，始建於1600年，面積1.32平方公里，2001年人口214，人口密度每平方公里162.1人。